# Semiuncial
La semiuncial és un tipus d'escriptura derivada de la capital romana clàssica.
Apareix en els llibres dels segles III al ix, i té influències tant de la lletra uncial com de la minúscula cursiva. La seua principal característica és l'alternança entre minúscules i majúscules sense que hi hagi una proporció fixa; això fa que sigui difícil determinar-ne els orígens i l'evolució.
L'aparició d'aquest tipus mixt d'escriptura cal cercar-lo, com en el cas de l'escriptura uncial, en els canvis de costums escriptòrics. La substitució del papir pel pergamí, per exemple, suposà la utilització de la ploma en lloc del càlam, fet que afavorí l'aparició de nous caràcters.
S'ha intentat establir la diferència entre els textos uncials i semiuncials basant-se en les formes minúscules de determinades lletres. Són semiuncials els textos que presenten la b, la d, la m i la r en forma minúscula, o, de vegades, la b, la g, la m i la s, segons sigui la combinació.
A Catalunya, només s'ha trobat un còdex escrit amb semiuncial, que procedeix d'Urgell i es troba actualment a la Biblioteca Municipal d'Autun.

## Evolució
Les reformes de l'emperador Carlemany que van provocar el renaixement carolingi van impulsar la creació de l'escriptura carolíngia, evolucionada a partir de la semiuncial i més llegible, que serà uniformement emprada en tots els documents del seu imperi.